# Thung Yai-Huai Kha Kheng
Thung Yai-Huai Kha Kheng – dwa połączone rezerwaty przyrody znajdujące się w zachodniej Tajlandii, na Nizinie Menamu. Rezerwaty leżą wzdłuż granicy z Birmą w południowej części niziny. Łącznie zajmują powierzchnię ponad 600 tysięcy hektarów. W 1991 roku wpisano je na listę światowego dziedzictwa UNESCO. 
Thung Yai został utworzony w 24 kwietnia 1974. Jego powierzchnia wynosi 364 000 ha (1991).

## Fauna
W rezerwacie żyją jedyne w całej Tajlandii stada dzikich bawołów. Występuje tam największy gatunek dzikiego bydła gaur indyjski. Samce tego gatunku ważą ok. 1500 kg, nieco mniejsze i zgrabniejsze samice osiągają wagę ok. 1000 kg. Gaury zamieszkują lasy tropikalne, pasąc się w miejscach porośniętych bambusami i krzewami, udomowione nazwano gayalami. Tułów gaurów pokrywa gładka rudobrązowa sierść, a nad łopatkami mają garb, umięśniony imponująco u dorosłych samców.

## Flora
W rezerwacie Thung Yai-Huai Kha Khaeng rosną lasy deszczowe, typowe siedlisko dla niedźwiedzi malajskich, osiągających wielkość dużych psów, ważących do 35 kg. Mają ciemną krótką sierść, jasny pysk oraz pomarańczową trójkątną plamkę na szyi. Żywią się owadami, miodem dzikich pszczół, nektarem kwiatowym. Na drzewach zakładają legowiska.